# 雷諾茲 (加利福尼亞州馬林縣)
雷諾茲（英語：Reynolds）是位於美國加利福尼亞州馬林縣的一個非建制地區。該地的面積和人口皆未知。

## 地理
雷諾茲的座標為38°08′54″N 122°52′59″W / 38.14833°N 122.88306°W，而該地的平均海拔高度為9米（即30英尺）。